# Де Врис, Петер
Петер Рудольф де Врис (14 ноября 1956 года, Алсмер — 15 июля 2021, Амстердам) был нидерландским журналистом-расследователем и публицистом, который, в первую очередь, посвятил себя освещению преступлений. В Нидерландах он был наиболее известен своей телепрограммой «Peter R. de Vries, misdaadverslaggever» («Питер Р. де Врис, криминальный репортер»), транслировавшаяся в течение 17 лет. 6 июля 2021 года он был застрелен на улице Амстердама и через девять дней скончался от полученных ранений.

## Профессиональный опыт

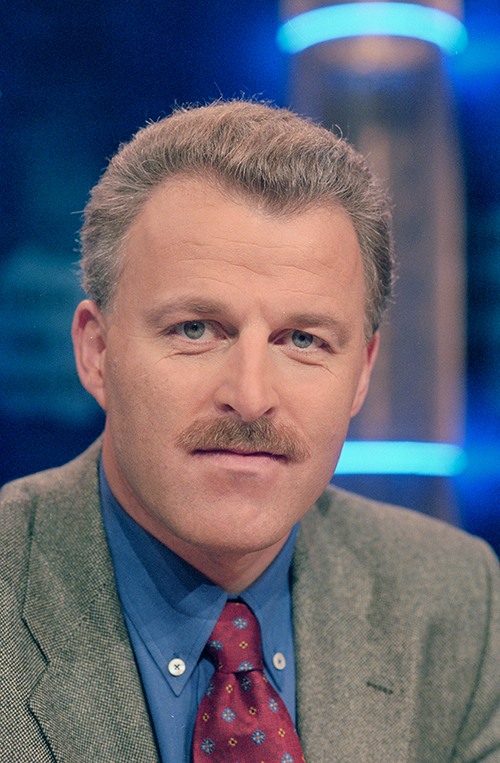
Петер Р. де Врис, 1995 г.

В марте 1978 года, сразу после школы и военной службы, де Врис начал работать репортером газеты De Telegraaf в редакции в Гааге. Через год его перевели в редакцию в Амстердаме, где он специализировался на репортажах о преступлениях. В 1987 году он покинул De Telegraaf и стал главным редактором еженедельника Aktueel. Он превратил этот еженедельник в криминальный журнал и предложил вознаграждение в 100 000 гульденов за дело о пропавшей девушке Нимфе Пулман. Он также работал над телешоу Яапа Йонгблода «Время преступлений».
Де Врис работал внештатным криминальным репортером с 1991 года. Он писал для Algemeen Dagblad и еженедельной газеты «Panorama». Он наиболее известен своей телевизионной программой «Петер Р. де Врис, криминальный репортер», которая транслировалась с октября 1995 года по июнь 2012 года. В этой программе он занимался такими преступлениями, как убийства, изнасилования, мошенничество и детская порнография. Эта программа, со скрытой камерой или без нее, часто приводила к обнаружению преступников, освобождению невиновных людей и раскрытию преступлений. Его методы и контакты с информаторами из преступного мира часто подвергались критике со стороны юристов и коллег-журналистов; некоторые считали его высокомерным или всезнайкой. Согласно его собственным заявлениям, за свою профессиональную жизнь он расследовал в общей сложности около 500 дел об убийствах.
Де Врис расследовал похищение Альфреда Хайнекена, написал о нем всемирно известный бестселлер и выследил одного из похитителей в Парагвае. Он рассказал, что принцесса Мейбл знала преступника Клааса Бруинсму лучше, чем она признавалась ранее. Он также завладел выброшенным компьютером, принадлежащим прокурору ", который содержал детскую порнографию. Тонино подал в отставку с поста прокурора 12 октября 2004 года. За это его так и не привлекли к ответственности, поскольку, по словам прокурора, не удалось определить, кто загрузил материал.
В 2011 году вышел нидерландский фильм по книге де Фриза «De ontvoering van Alfred Heineken» («Похищение Альфреда Хайнекена») 1987 года. Виллем Холлидер, осужденный за похищение, потребовал запрета фильма в срочном порядке, что ответственный суд отклонил. В 2015 году вышел американский фильм «Похищение Фредди Хайнекена», также основанный на книге и в котором Энтони Хопкинс сыграл жертву похищения Альфреда «Фредди» Хайнекена.
В 2014 году Де Врис представил шестисерийный сериал «Петер Р. за границей», посвященный нарушению прав детей. С 2015 по 2016 год он модерировал интернет-проект Peter R. de Vries: Internetpesters Aangepakt (Петер Р. де Врис: Интернет-буллинг Tackled) и с 2018 года Peter R. de Vries: De Raadkamer (Петер Р. де Врис: Der Courtroom).

## Дальнейшая деятельность
В 2005 году вместе с Яном Нагелем он помог основать Partij voor Rechtvaardigheid, Daadkracht en Vooruitgang (Партия справедливости, решимости и прогресса). Он не прошел опросов и был распущен.
В 2005 году Питер Р. де Врис принял участие в ралли Париж-Дакар в качестве штурмана пилота Эверта Круна. В начале 2014 года вместе с сыном Ройсом и бывшим футболистом Питом Кайзером он основал агентство PR Sportmanagement BV , занимающееся размещением футболистов. Соучредитель Кейзер ушел в конце 2014 года.
15 мая 2021 года он появился в роли трансвестита Эмми Бьютикейс в телешоу RTL-4 Make Up Your Mind.

## Покушение 2021 года и смерть

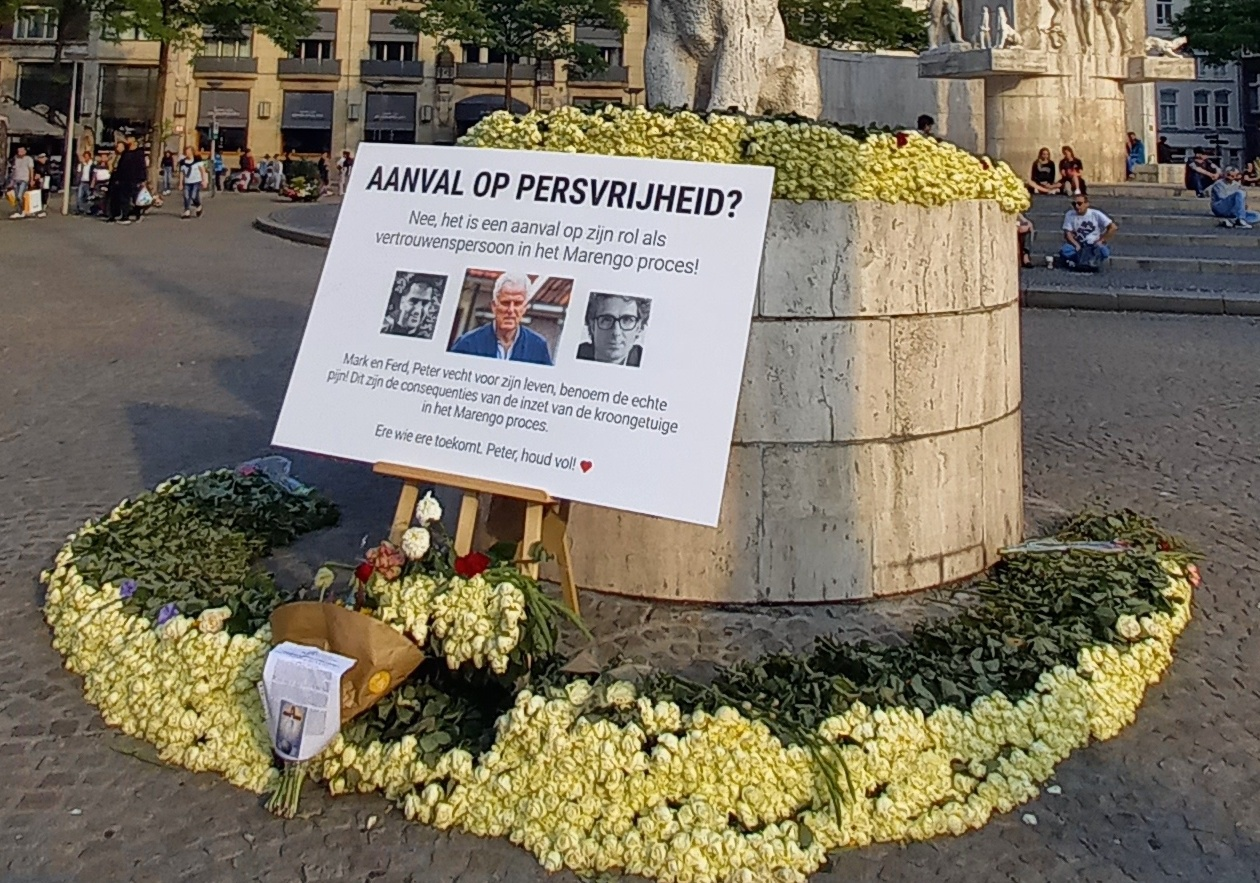
Белые розы на площади Дам в Амстердаме в поддержку журналиста Питера де Фриза, 11 июля 2021 г.

6 июля 2021 года де Врис был серьезно ранен несколькими выстрелами, в том числе как минимум одним в голову, во время нападения в центре Амстердама около 19:30. Недавно он принял участие в записи телевизионной программы RTL Boulevard в телестудии RTL 4 на Лейдсеплейн, где рассказал о текущем судебном процессе по делу об убийстве, и направлялся в ближайший гараж. Трое подозреваемых были арестованы, в том числе предполагаемый стрелок. Один из трех первоначально арестованных был освобожден, поскольку не имел никакого отношения к преступлению. Двое других были арестованы через час после нападения на автомагистрали А4 недалеко от Лейдсендама — примерно в 60 километрах от Амстердама. Это 35-летний мужчина польской национальности, ранее неоднократно судимый в Польше за грабежи и другие преступления и разыскиваемый по ордеру на арест. За неделю до этого он был ненадолго арестован за угрозы применением огнестрельного оружия, но был освобожден через два дня. Сообщается, что стрелком был 21-летний житель Роттердама, также известный полиции, родом с Нидерландских Антильских островов.
Преступление связано с «судом Маренго» против подозреваемого наркобарона Ридуана Таги и 16 других обвиняемых, крупнейшим на сегодняшний день судебным процессом по организованной преступности в Нидерландах, который длился с марта 2021 года по февраль 2024 года. Де Врис был советником ключевого свидетеля по делу. [19] В 2019 году были застрелены брат и адвокат главного свидетеля. Де Врис знал о том, что он находится в «списке смертников». На какое-то время он получил охрану полиции, но позже отказался от нее, поскольку в его жизни слишком доминировали меры безопасности. В заявлении его семьи говорится, что они невероятно гордятся де Фрисом и в то же время убиты горем из-за его смерти. Он умер за свою веру в то, что нельзя быть свободным, если позволяешь себя запугать.
Через девять дней после нападения Петер Р. де Врис скончался от полученных травм в больнице Амстердама 15 июля 2021 года в возрасте 64 лет.
С октября 2021 года в Амстердаме судят двоих мужчин, подозреваемых в убийстве. Незадолго до запланированного приговора 3 ноября 2022 года стало известно, что суд придется повторить по процессуальным причинам. Новый судебный процесс начался в январе 2024 года, девяти подозреваемым были предъявлены обвинения в убийстве или пособничестве и подстрекательстве к убийству, а семерым из них также предъявлено обвинение в создании преступной организации с террористическими намерениями . В июне 2024 года Уголовный суд Амстердама приговорил троих мужчин к тюремному заключению на срок до 28 лет за убийство, еще четверых обвиняемых к тюремному заключению на срок до 14 лет за пособничество и подстрекательство к убийству, а двое обвиняемых были оправданы.

## Личная жизнь
Де Врис был женат и имел двоих взрослых детей . Он был послом Фонда Meet-Kate, основанного его дочерью Келли. Их цель — предоставить образование и жилье детям из малообеспеченных семей в Гане посредством небольших проектов.

## Награды и премии
Петер Р. де Врис неоднократно удостаивался этой награды. В 2003 году он был признан человеком года в сфере телерадиовещания в Нидерландах. В 2008 году он получил премию «Эмми» за репортажи о деле Натали Холлоуэй, американки, которая исчезла на Арубе в 2005 году и предположительно была убита нидерландцем Йораном ван дер Слоотом. В июле 2024 года на Лейдсеплейн в Амстердаме в память о де Врисе будет открыт памятник, созданный художницей Рини Хуркманс.

## Публикации
- De zaak Heineken (1983)
- Veronica 25 jaar toonaangevend (1984)
- Uit de dossiers van commissaris Toorenaar (1985)
- De ontvoering van Alfred Heineken (1987)
- Beroep, misdaadverslaggever (1992)
- Cipier, mag ik een pistool van u? (1993)
- Een moord kost meer levens (1994), ISBN 90-261-0692-0
- De moord die nooit mag verjaren, en andere minireportages (2002), ISBN 90-261-1868-6
- Alleen huilebalken hebben spijt (2005), ISBN 90-261-2229-2
- Een crimineel liegt niet altijd … (2006), ISBN 90-261-2188-1
- De zwanenzang van criminelen en andere reportages, Hörbuch, 2007, ISBN 978-90-261-2334-4
- De R van rebel (2013)
- PS: dit is vertrouwelijk… (2018)